# 桂古流

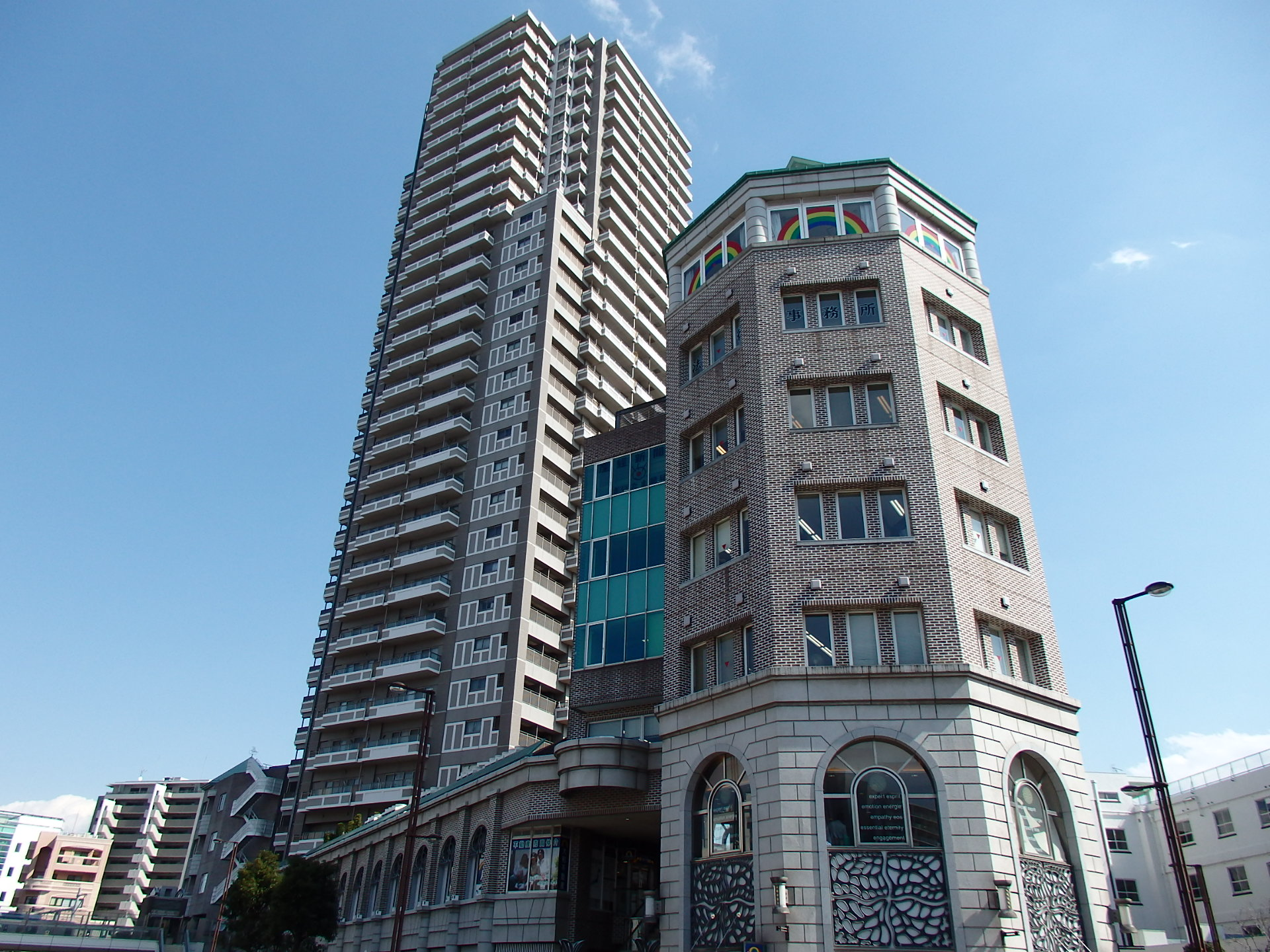
本部のあるエイペックスタワー浦和

桂古流（かつらこりゅう）は、日本のいけばな流派。埼玉県さいたま市浦和区に本部を置く。

## 概要

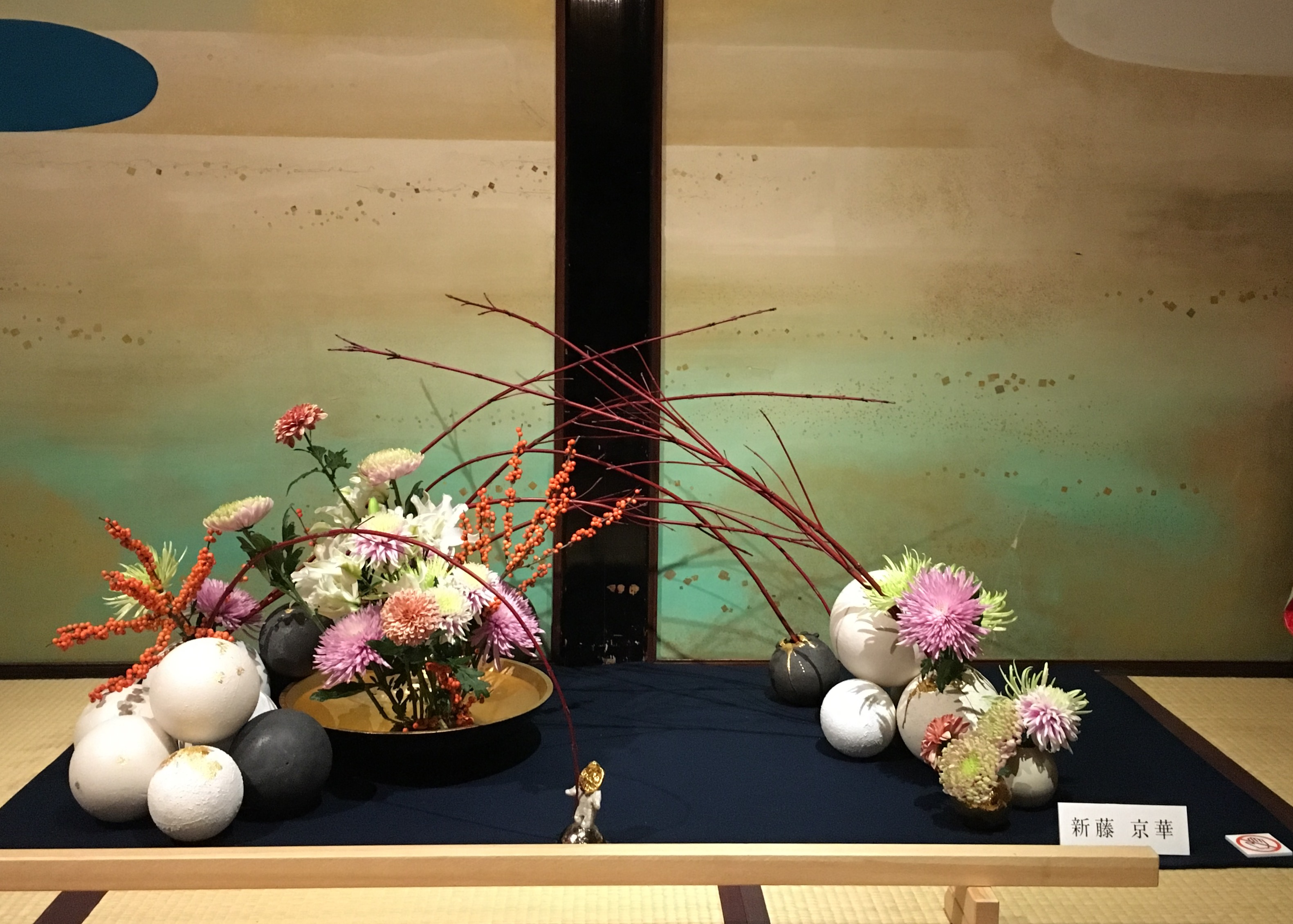
自由花　桂古流

慶応3年（1867）に養真斎白龍によって創設された。3代目家元池華叟がさいたま市（旧浦和市）に本部を設置。6代目家元新藤華盛が昭和28年（1953）9月28日に財団法人新藤花道学院として埼玉県より承認される。
桂古流家元本部は県内最大規模の流派であると同時に各種学校としても、埼玉県の認可を受ける。流派名は流祖が桂宮家に花務職として仕えたことによる。生花（桂古流では「立活(たちいけ)」という独特の呼称を用いる）を中心に、盛花、抛入、自由花、フラワーアレンジメント、立華を教授する、古典いけばなの技術を重視する流派である。

本部周辺が再開発によって超高層ビル化（エイペックスタワー浦和）され、完成後その南館に本部会館を移転した。

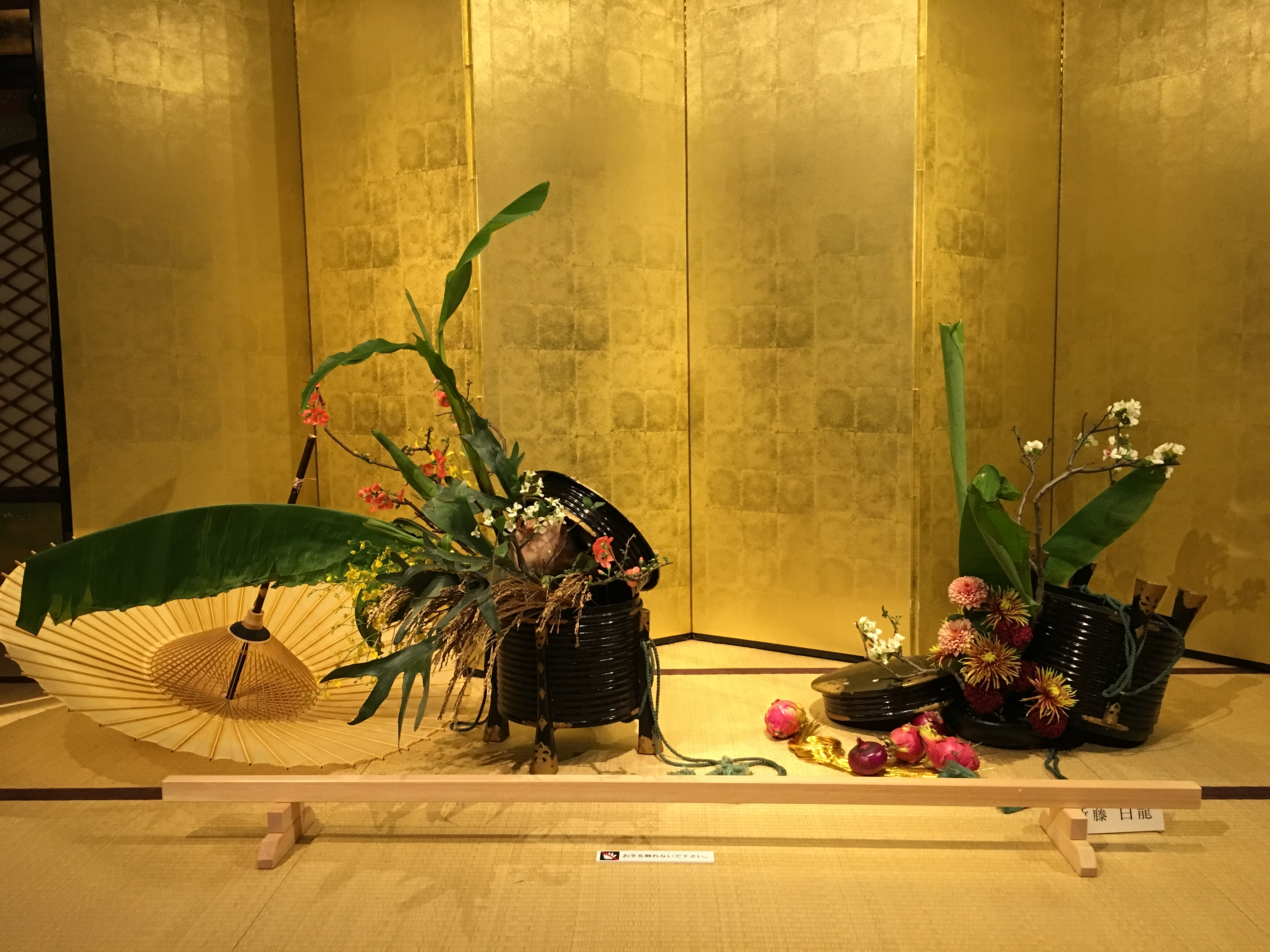

歴代家元
初代・養真斎白龍（藤原吉宣）
2代・真寿軒白鶴（鈴木惣治）
3代・溟鼓庵華叟（池與作）
4代・溟鼓庵華美枝（池美枝子）
5代・汲古庵華甫（星野長吉）
6代・汲雪庵華盛（新藤盛三）
7代・汲雪庵華慶（新藤義男）
8代・汲雪庵三枝（新藤三枝）
9代・二代目汲雪庵華盛（新藤浩司）